# Jovanka Broz
Jovanka Budisavljević Broz (grafia cirillica: Јованка Будисављевић Броз; Pećane, 7 dicembre 1924 – Belgrado, 20 ottobre 2013) è stata una politica jugoslava.
Fu la moglie del leader jugoslavo Josip Broz Tito, sposato nel 1952.

## Biografia
Jovanka Budisavljević nacque in una famiglia di contadini, con il padre Milan e la madre Milica, e crebbe con due fratelli, Maksim e Pero, insieme a due sorelle, Zora e Nada. Jovanka era molto giovane quando perse la madre e il padre si risposò, trascorrendo gran parte della sua infanzia con una matrigna.
La seconda guerra mondiale scoppiò quando lei aveva solamente 16 anni. La famiglia fu costretta a fuggire dal regime degli Ustascia che diedero vita allo Stato Indipendente di Croazia, uno Stato fantoccio nazista. La sua casa venne in seguito incendiata dagli stessi Ustascia.
A 17 anni, Jovanka si unì ai partigiani jugoslavi e fu assegnata alla Prva ženska partizanska četa (Prima Brigata Partigiana Femminile), dove si distinse presto per essere una tiratrice eccellente. Dopo che la brigata fu sciolta venne riassegnata al Primo Sede dove lavorò come infermiera. Fu sul campo di battaglia a Drvar, nell'estate del 1944, durante il raid tedesco con il nome in codice Operazione Rösselsprung, che Jovanka si prodigò nell'evacuazione dei feriti. Fu lì che vide Tito per la prima volta. Continuò a lavorare come infermiera fino alla fine della guerra, raggiungendo il grado di capitano nella Quarta brigata della Lika. Fu ferita più volte durante il conflitto.

## Vita con Tito
Il Generale Marjan Kranjc del JNA disse che Jovanka fu assegnata al Maresciallo, già nel 1945 come facente parte del personale che controllava il suo cibo e pulizia ai fini della prevenzione delle malattie. Dopo la morte del grande amore di Tito, Davorjanka Paunović (Zdenka), nel 1946, Jovanka, secondo Kranjc, divenne sua segretaria personale.
Il 15 aprile 1952 Jovanka Budisavljević sposò Tito. La prima apparizione pubblica avviene un anno dopo, durante la visita del ministro degli Esteri britannico Anthony Eden.

## Dopo la morte di Tito
Il 27 luglio 1980, nemmeno tre mesi dopo la morte di Tito, degli uomini fecero irruzione al 15 Užička, dove lei viveva. Saccheggiarono il luogo, confiscarono i suoi beni, la privarono dei documenti personali e la trasferirono al 75 Boulevard Mira nel quartiere belgradese di Dedinje, dove fu messa agli arresti domiciliari. Sua sorella minore Nada, che era presente al momento del fatto, fu minacciata di morte perché non raccontasse a nessuno ciò che aveva visto.
In una lettera del 1985, che Jovanka scrisse all'Assemblea Federale Jugoslava, descrisse il calvario:
"Hanno frugato tra le mie cose per 11 ore, tanto per cominciare. Ero sola quando arrivarono in quanto tutto il personale fu mandato via. Quando iniziarono a rompere la porta di casa chiamai mia sorella chiedendole di venire. Ero circondata da 10 uomini sconosciuti e ho avuto paura. Ho avuto paura per la mia vita. Mentre uscivamo, un uomo di nome Nikolić si avvicinò a me e minacciò mia sorella dicendole che sarebbe stata uccisa se avesse parlato di ciò che aveva visto".
Da allora Jovanka rimase lontano dai riflettori. In una rara intervista del 2003, ha assolto Tito dalle responsabilità per ciò che le era successo, dicendo che egli aveva fatto tutto il possibile per salvarle la vita. Nella stessa intervista individuò in Stane Dolanc ("detestava il fatto che io fossi serba") e nel Generale Nikola Ljubičić come i principali responsabili per i quali la sua vita rimase appesa a un filo durante la fine degli anni 1970 e gli inizi degli anni 1980 nel periodo in cui si era scatenata la lotta di potere per raccogliere l'eredità politica di Tito.
Solo nel 2009 dopo aver vissuto per 30 anni in completo isolamento, le autorità serbe le restituirono i documenti personali e le accordarono una piccola pensione.
Alla sua morte - avvenuta all'età di 88 anni - le è stato tributato un funerale di Stato ed è stata sepolta accanto al marito nel Mausoleo a lui dedicato.